# Gąski (Mielno)
Gąski (deutsch Funkenhagen) ist ein Dorf in der polnischen Woiwodschaft Westpommern und gehört zur Stadt-und-Land-Gemeinde Mielno (Großmöllen) im Powiat Koszalin (Kreis Köslin).

## Geographische Lage
|  |

Das Dorf liegt in Hinterpommern, 20 Kilometer nordwestlich der Stadt Koszalin (Köslin) und 28 Kilometer nordöstlich des Ostseebades Kołobrzeg (Kolberg), wenige hundert Meter von der Ostseeküste entfernt. Durch den Ort verläuft der Europäische Fernwanderweg E 9 von Portugal nach Estland.
Gąski ist über eine Nebenstraße von Mielno nach Tymień (Timmenhagen) zu erreichen, außerdem enden Landwege von Dworek (Amalienhof) und Paprotno (Parpart) kommend im Ort. Die nächste Bahnstation ist Tymien an der Bahnstrecke Koszalin–Goleniów (Köslin-Gollnow).

## Geschichtliches
Im Jahre 1288 wurde das kleine Dorf Vunkenhagen erstmals urkundlich erwähnt. Das Gut Funkenhagen war 1848 von dem preußischen Premier-Lieutenant Albert Hermann Carl von Rhade  für 57.200 Taler aufgekauft worden. Im Jahre 1874 wurde der in einen Gutsbezirk und in eine Landgemeinde unterteilte Ort in den neu errichteten Amtsbezirk Sorenbohm (heute polnisch: Sarbinowo) eingegliedert, der bis 1945 zum Kreis Köslin im Regierungsbezirk Köslin in der preußischen Provinz Pommern gehörte.

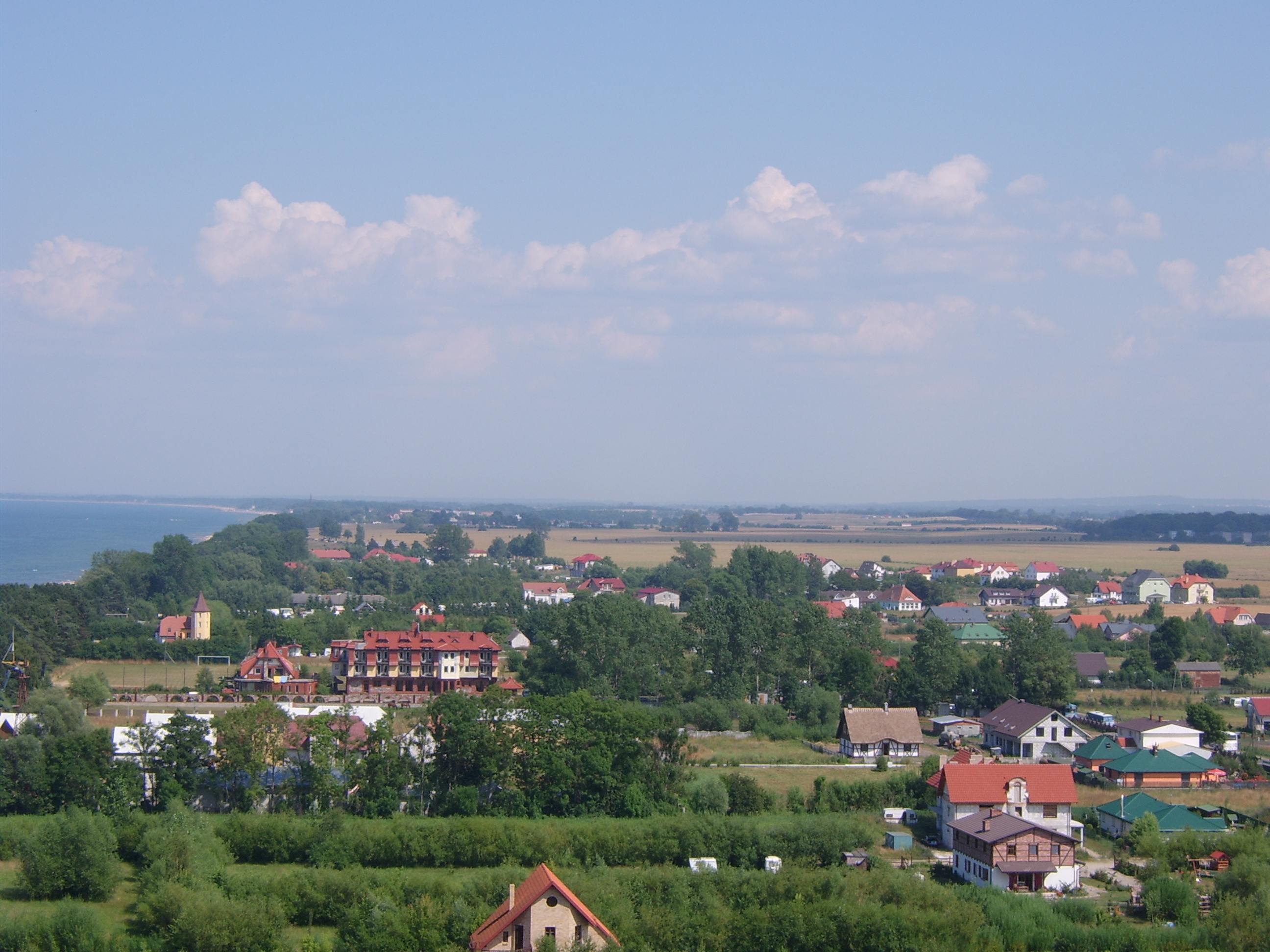
Blick auf Gąski

Im Jahre 1910 lebten im Gutsbezirk Funkenhagen 168 und in der Landgemeinde 227 Menschen. Neben der Landwirtschaft wurde in Funkenhagen auch Fischerei betrieben.
Bei der Volkszählung im Jahre 1925 waren in Funkenhagen 505 Einwohner registriert, von denen 236 (46,7 %) männlich und 269 (53,3 %) weiblich waren. Sie lebten in 100 Haushaltungen.
Vor 1932 wurde das Nachbardorf Kiepersdorf (heute polnisch: Koszkowo) und außerdem der Gutsbezirk Funkenhagen in die Landgemeinde Funkenhagen eingegliedert. Die Einwohnerzahl belief sich im Jahre 1933 auf 515, während 1939 nur noch 485 gezählt wurden, und das obwohl zum 1. Oktober 1937 noch die Gemeinde Parpart (heute polnisch: Paprotno) eingemeindet worden war.

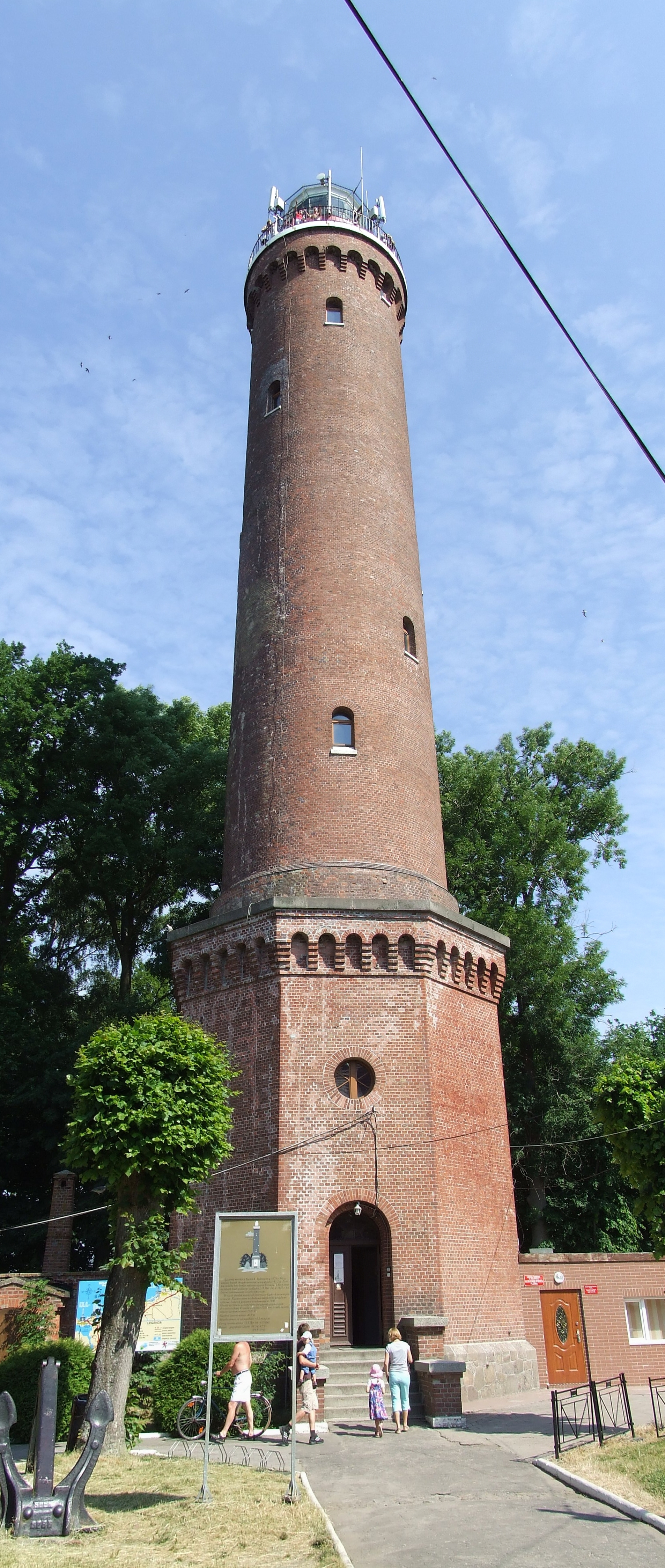
Leuchtturm des Orts

Gegen Ende des Zweiten Weltkriegs wurde die Region an der Ostseeküste mit Funkenhagen von der Roten Armee besetzt. Nach Kriegsende wurde Funkenhagen, wie ganz Hinterpommern, durch das Potsdamer Abkommen verwaltungstechnisch der  Volksrepublik Polen unterstellt. Für Funkenhagen wurde nun der polnischen Name Gąski eingeführt. Es begann die Zuwanderung von Polen, die anfangs vorwiegend aus von der Sowjetunion beanspruchten Gebieten östlich der Curzon-Linie kamen. In den ersten Nachkriegsjahren wurde unter der kommunistischen polnischen Administration die „wilde“ Vertreibung der angestammten Dorfbevölkerung vollzogen.
Heute ist das Dorf mit einer ähnlichen Einwohnerzahl wie vor 1945 ein Ort im Verbund der Gmina Mielno im Powiat Koszaliński in der Woiwodschaft Westpommern.

## Kirche

### Evangelisch
Vor 1945 war die Bevölkerung von Funkenhagen fast ausnahmslos evangelischer Konfession. Bei der Volkszählung im Jahre 1925 gehörten von 505 Einwohnern 504 (99,8 %) zur protestantischen Kirche. Ursprünglich hatte Funkenhagen eine eigene Pfarrkirche. Sie wurde jedoch 1793 ein Opfer der Ostsee. Seither war Funkenhagen nach Sorenbohm (heute polnisch: Sarbinowo) eingepfarrt, wo anfangs nur eine Kapelle stand. Die Pfarrer wohnten solange noch in Funkenhagen, bis der Gutsherr Lazarus Damitz erklärte, die Kirche in Funkenhagen nicht wieder aufbauen zu wollen.
Die Pfarrei Sorenbohm gehörte bis 1945 zum Kirchenkreis Köslin (Koszalin) in der Kirchenprovinz Pommern der Kirche der Altpreußischen Union. Aufgrund von Flucht und Vertreibung der einheimischen Bevölkerung geriet die Zahl der evangelischen Kirchenglieder in Gąski zur Minderheit. Heute gehören sie zur Pfarrei der Gertraudenkapelle in Koszalin (Köslin) in der Diözese Pommern-Großpolen der Evangelisch-Augsburgischen Kirche in Polen.

### Katholisch
Die Zahl der Katholiken in Funkenhagen war so gering, dass 1925 nicht ein einziges katholisches Kirchenglied gezählt wurde. Die zuständige Pfarrgemeinde war die in Köslin (Koszalin). Das änderte sich jedoch nach 1945, als fast nur katholische Einwohner in Gąski ansässig wurden. Heute ist die früher evangelische Kirche in Sarbinowo (Sorenbohm) die nächstgelegene katholische Pfarrkirche. Sarbinowo gehört zum Dekanat Mielno (Großmöllen) im Bistum Koszalin-Kołobrzeg (Köslin-Kolberg) der Katholischen Kirche in Polen.

## Schule
Eine Schule wurde in Funkenhagen bereits im Jahre 1852 errichtet.

## Persönlichkeit des Ortes
- Richard Plüddemann (1846–1910), deutscher Architekt, Stadtbaurat in Breslau, geboren in Funkenhagen

## Leuchtturm Funkenhagen
In den Jahren 1876 bis 1878 wurde in Funkenhagen, etwa 120 Meter vom Ufer entfernt, der Leuchtturm Funkenhagen (polnisch: Latarnia morska Gąski) gebaut, der mit einer Höhe von 50 Metern weithin zu sehen ist. Leuchtete er anfangs 35 Kilometer weit, so waren es nach der Umstellung von Petroleum auf Elektrizität im Jahre 1927 43 Kilometer. Der Turm ist aus roten Ziegelsteinen gemauert.
1945 wurde die Optik teilweise zerstört, seit 1948 ist die Anlage wieder in Betrieb. Benachbarte Leuchttürme stehen in Kołobrzeg (Kolberg) und in Darłowo (Rügenwalde). Der Turm ist heute ein Touristenmagnet.

## Atomkraftwerk
In jüngerer Zeit stand Gąski als Standort für ein neues Atomkraftwerk zur Diskussion, nachdem der Plan Ende 2012 erledigt zu sein schien. Damals waren neben Gąski auch Choczewo (Chottschow, 1938–1945 Gotendorf) und Żarnowiec (Zarnowitz) mögliche Standorte, wobei am Zarnowitzer See bereits in den 1980er Jahren der Bau eines Atomkraftwerks begonnen hatte, der dann aber eingestellt wurde. In der Folge entschied man sich für Gąski und stellte schon einen genauen Zeitplan bis zur Inbetriebnahme auf.

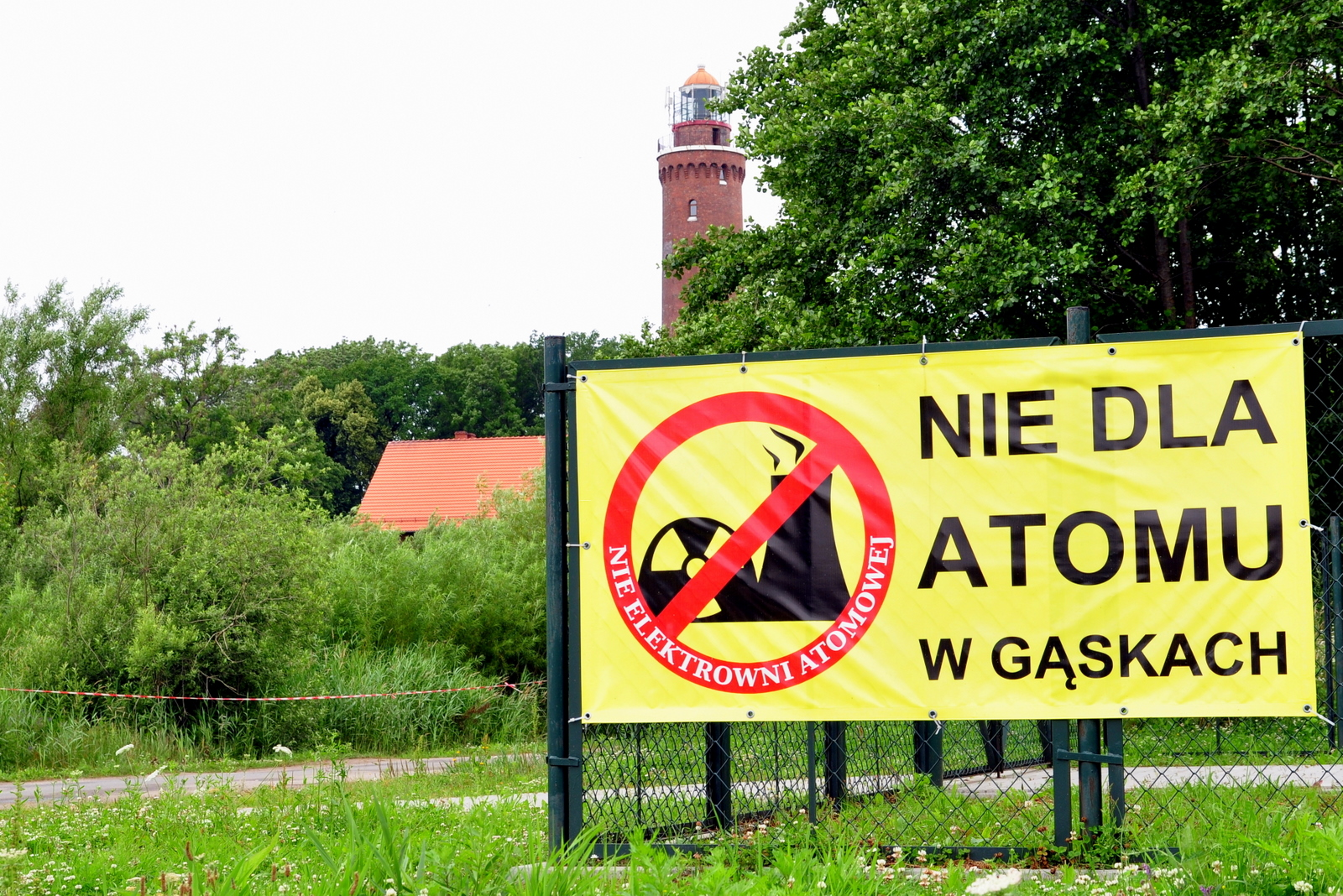
Protest gegen ein Atomkraftwerk in Gąski

Seitens der Politik verwies man auf einen wirtschaftlichen Aufschwung durch das AKW für die Region, die eine der ärmeren der Republik sei. Die Protestgruppen erklärten dagegen, dass gerade die AKW-Pläne die wirtschaftliche Entwicklung und Investitionen verhindern würden.
Im Juni 2016 wurden die Planungen für das Akw eingestellt. Mit seinem ersten Block sollte das AKW etwa 2020 in Betrieb gehen, bis dann 2030 der volle Betrieb hätte aufgenommen werden sollen.